# Залізистий кварцит
Залізистий кварцит (джеспіліт, таконіт, ітабірит) (англ. ferruginous quartzite, jaspilite, taconite, itabirite; нім. Eisenquarzit m) — метаморфічна гірська порода хемогенно-осадового походження, що складається загалом з кварцу, магнетиту, гематиту, мартиту тощо.
Залізистий кварцит — найпоширеніший член залізисто-крем'янистої формації.

## Основні характеристики
При вмісті Fe 25-30% — промислова залізна руда. Розрізняють залізистий кварцит тонко- (до 3 мм), середньо- (3–10 мм) і широкосмуговий (понад 10 мм). Колір — сірий, червоно-сірий, бурий, іржавий. При мінливому хімічному складі сума виходів SiO2, FeO, Fe2O3 становить понад 90 %: SiO2 — 30–70 %, FeO — 5–20 %, Fe2O3 — 10–40%. Родовища залізистих кварцитів приурочені до докембрійських щитів і платформ, де вони розташовуються в протяжних синклінальних структурах, разом з іншими осадовими і ефузивними гірськими породами. Ці структури частіше за все мають протерозойський або архейський вік. Питома вага залізистих кварцитів — 3240–4290 кг/м³. Міцність на стиск при невеликому вмісті силікатів — 370–400 МПа, а при їх вмісті близько 10 % — 170–190 МПа.
На теренах України залізисті кварцити неокисленого типу докембрійських формацій Українського щита утворюють родовища так званих бідних (мартитових) руд з вмістом заліза 15-45 %. В окисленій зоні при вилуговуванні кварцу виникли багаті руди гематитового складу (46–70 % Fe). Родовища, пов'язані з залізистими кварцитами Криворізького залізорудного басейну і Кременчуцького та Білозерського залізорудних районів є основними поставниками залізорудної продукції України. Тонкосмугасту відміну залізистих кварцитів називають джеспілітом.

## Розповсюдження
Родовища залізистого кварциту зосереджені на Кольському півострові (Оленегірське, Кіровоградське, Костамукшське, Міжозерне та ін.), в басейнах КМА (Коробківське, Лебединське, Стойлінське, Михайлівське та ін.), Криворізько-Кременчуцькому (Скелеватське, Інгулецьке, Горишне-Плавнинське, Біланівське, Лавриковське та ін.) — загалом в межах Докембрійської залізорудної провінції України, у Казахстані (Карсакпайська група), на Далекому Сході (Мало-Хінганська та Уссурійська групи родовищ), залізорудному поясі Лабрадору (Канада), великій групі родовищ в районі Верхнього озера (США), в штатах Мінас-Жерайс (Бразилія), Бахар і Оріса (Індія), у районах Німба (Ліберія, Гвінея) і Тамазімбі (ПАР) в Африці, Хамерслі (Західна Австралія), поклади Аньшаньської групи та інших на півночі Китаю, родовища Мусан в КНДР та низка районів в інших державах. Усі найбільші родовища залізистого кварциту з запасами руди у мільярди та десятки мільярдів тонн належать до нижньопротерозойських евгеосинклінальних відкладів, що пройшли метаморфізм фації зелених сланців.

## Головні мінерали
Головними мінералами залізистих кварцитів цієї формації є кварц, магнетит, гематит, кумінгтоніт, біотит, хлорит, лугові амфіболи та піроксени. Структура кварцитів переважно тонко- і дрібнозерниста, іноді середньозерниста, текстура шарувата та плойчата. Родовища вказаної формації залягають в осадових і, частково, вулканогенно-осадових породах. Вони отримали назву родовищ криворізького типу (або типу озера Верхнього). Більш глибокі зміни метаморфізму характерні для менш великих родовищ (сотні мільйонів тонн) — Оленегірського, Костамукшського та інших, які залягають в метаморфізованих осадово-вулканогенних породах і належать до так званого ківатинського типу — за однойменною залізорудною формацією у Канаді. Найбільш глибоко метаморфізовані родовища ґранулітової фації архейського віку створюють невеликі за запасами (десятки, перші сотні мільйонів тонн) поклади (Маріупольське, Тараташське та ін.). Структура кварцитів у них крупнозерниста, текстура шарувата та неясно плойчата.